# Ruine (histoire de l'Ukraine)
La Ruine (en ukrainien : Руїна, Rouïna) est un terme historique introduit par le chroniqueur cosaque Samiïlo Velytchko (1670–1728) pour décrire la situation politique de l'histoire ukrainienne au cours de la seconde moitié du XVIIe siècle.
L'étendue de la période ainsi considérée varie selon les historiens :
- Certains historiens, comme Nikolaï Kostomarov, définissent ainsi la période s'étendant entre 1663 et 1687, l'associant aux trois hetmans nommés par Moscou pour diriger l'Ukraine de la rive gauche (Brioukhovetsky, Mnohohrishny et Samoïlovytch).
- D'autres historiens l'interprètent comme étant la période allant de 1660 et 1687, c'est-à-dire à partir du traité de Tchoudniv, qui a conduit à la division au sein de la communauté cosaque.
- Borys Krupnytsky (uk) considérait qu'il s'agissait de la période 1657-1687, depuis la mort du hetman Bohdan Khmelnitsky en 1657, et en particulier la mutinerie de Pushkar-Barabash, jusqu'à l'accession au pouvoir du hetman Ivan Mazepa en 1687.

La période a été caractérisée par un état de guerre continu (conflits internationaux autant que guerre civile) et l'intervention constante des voisins de l'Ukraine. Un dicton ukrainien de l'époque, « Від Богдана до Івана не було гетьмана » (« De Bohdan à Ivan, il n'y avait pas d'hetman »), résume avec précision les événements chaotiques de cette période.

## Contexte

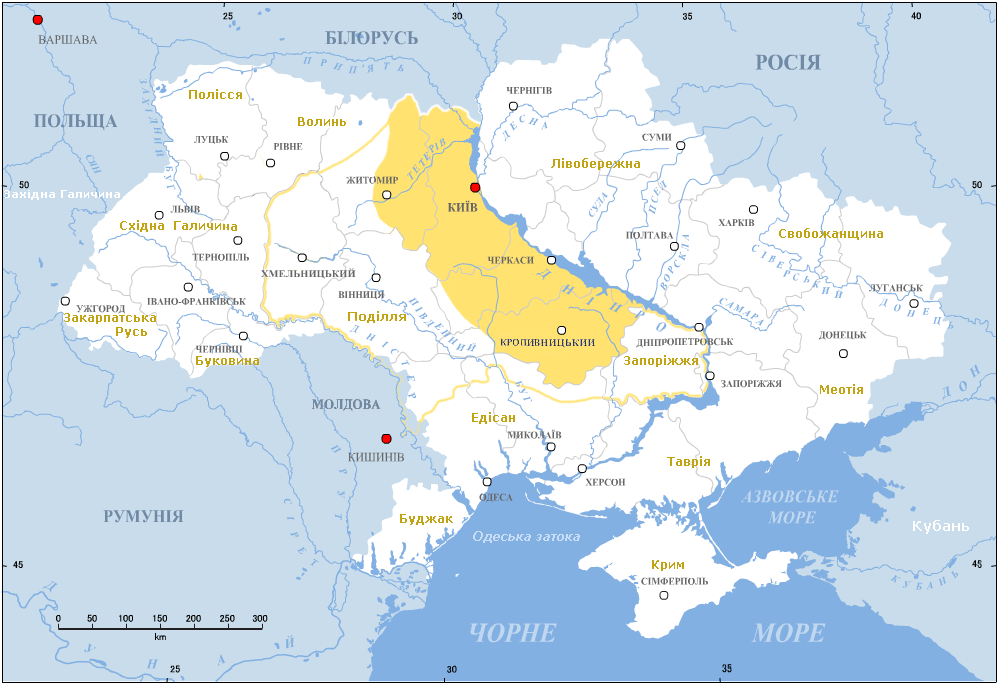
L'Ukraine de la rive droite aux.

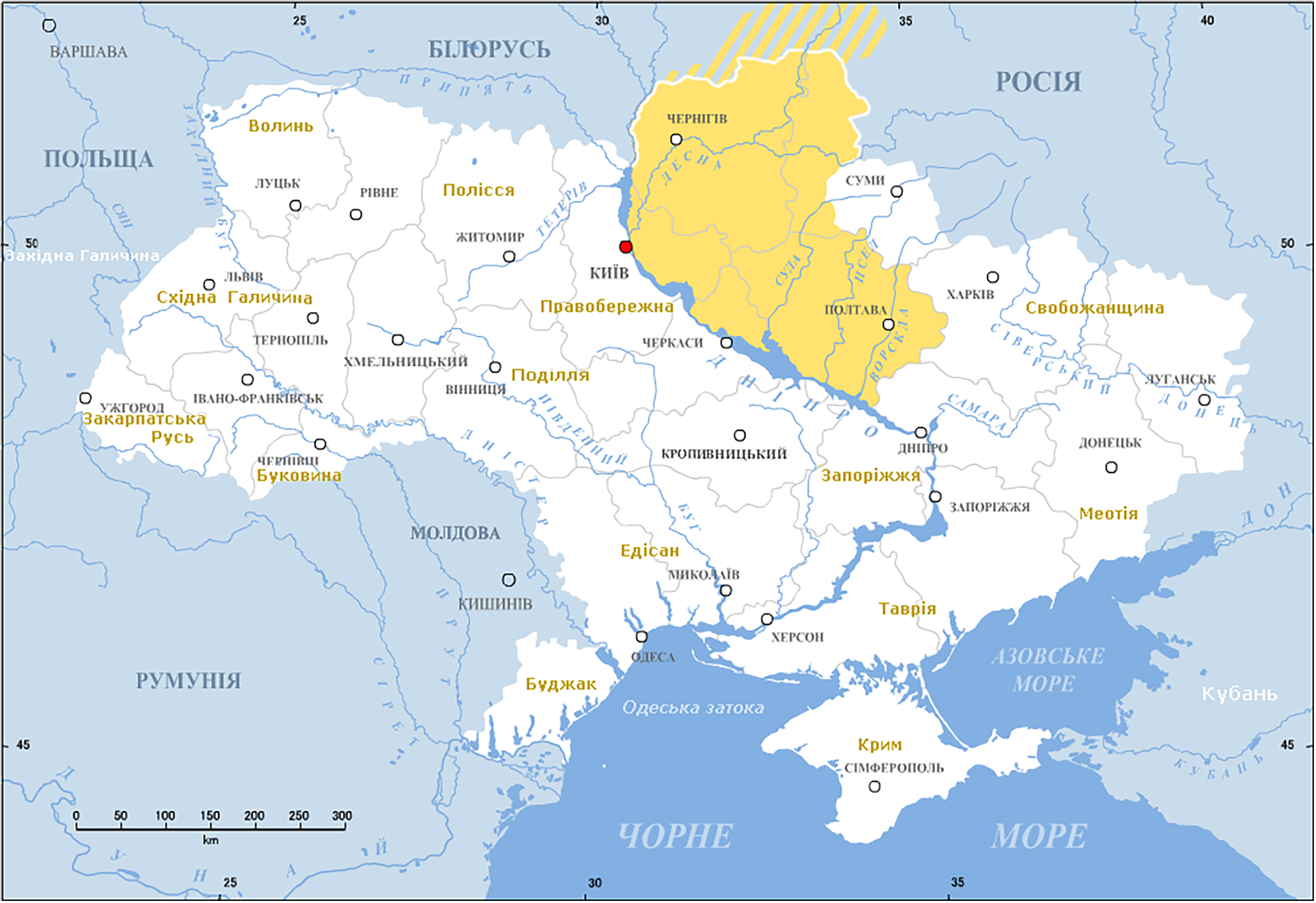
L'Ukraine de la rive gauche aux.

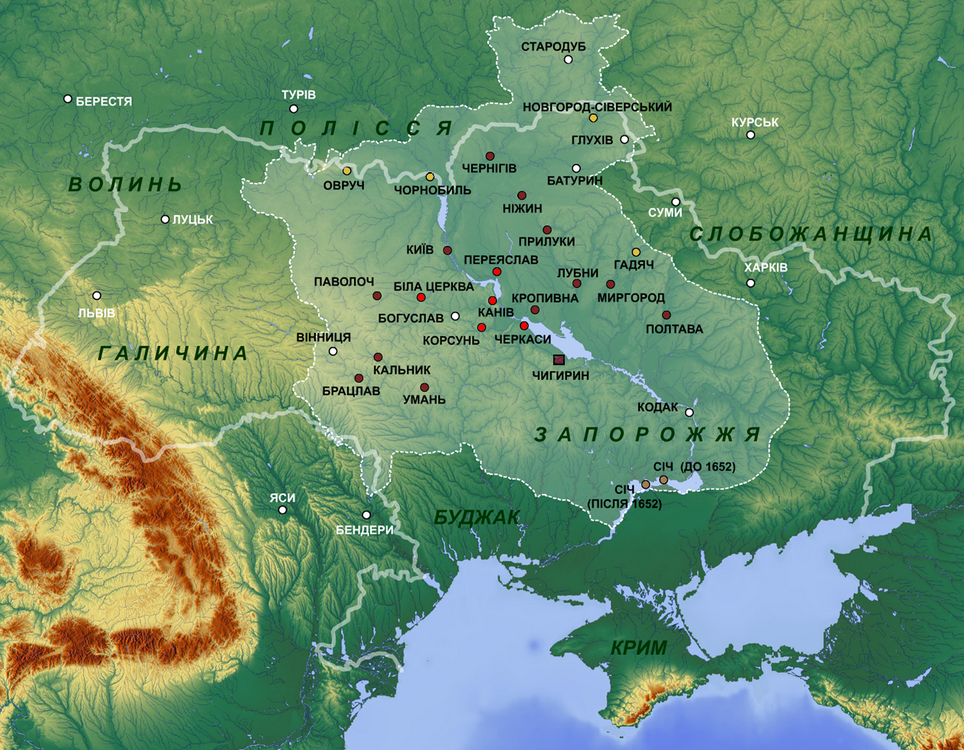
Le territoire cosaque vers 1649—1654, surimposé à l'Ukraine actuelle.

La Ruine a commencé en 1657 après la mort du hetman Bohdan Khmelnytsky. Khmelnytsky avait tenté de libérer l'Ukraine de la domination polonaise et lituanienne au travers des campagnes du soulèvement de Khmelnitsky (1648-1657) et du traité de Pereyaslav (1654) avec le tsarat de Russie. Alors que Khmelnytsky était un leader charismatique et influent, il n'a pas établi de règles de succession claires et sa volonté a favorisé son fils Iouri en tant que nouveau hetman. Iouri Khmelnytsky (1641-1685), jeune et inexpérimenté, manquait clairement du charisme et des qualités de leadership de son père, comme il l'a montré lors de ses tentatives de régner (1657, 1659-1663, 1677-1681, 1685).
Au moment de la mort de Bohdan Khmelnytsky, l'État cosaque avait un territoire d'environ 250 000 km2 et une population d'environ 1,2 à 1,5 million d'habitants. Ceux-ci se divisaient globalement entre les nobles orthodoxes, les starshina ou les officiers cosaques plus riches, et la masse des cosaques et des paysans qui ne portaient pas d'armes. L'Église orthodoxe détenait 17% des terres ; les nobles locaux en détenaient 33%. Les 50% restants avaient été confisqués aux Polonais et étaient à gagner. Les Ukrainiens formaient une société frontalière sans frontières naturelles, sans tradition d'État, et une population attachée à la liberté ou à l'anarchie cosaque.
Les terres confisquées pouvaient facilement changer de mains au cours de n'importe quel conflit. Il y avait un conflit irrésolu entre la masse des cosaques les plus pauvres et le groupe le plus riche qui aspirait au statut de semi-noble. L'État était faible et avait besoin d'un protecteur, mais parmi les puissances régionales, les Polonais voulaient reprendre les terres ukrainiennes, l'autocratie moscovite-russe cadrait mal avec les idéaux cosaques de liberté, le khanat de Crimée se concentrait sur les razzias esclavagistes, et les Turcs de l'Empire ottoman se souciait peu de la frontière ukrainienne. Le territoire de l'Empire suédois était encore trop éloigné pendant cette période, et les Cosaques du Don et les Kalmoucks se tenaient en dehors du conflit.
L'histoire de l'Ukraine à cette époque est devenue très complexe. On peut résumer les problèmes récurrents ainsi :
- l'incapacité à trouver un dirigeant unique pour l'Ukraine qui pourrait poursuivre une politique cohérente ;
- le changement constant d'alliances avec des puissances extérieures qui poursuivaient avant tout leurs propres intérêts ;
- le conflit entre cosaques riches et pauvres ;
- l'influence de l'Église orthodoxe, qui avait tendance à favoriser ses coreligionnaires russes.

## Rives gauche et droite, 1648–1663
1648-1657, KhmelnytskyCrimée et Russie : Khmelnytsky entame sa rébellion en alliance avec le khanat de Crimée. Son acceptation de la suzeraineté russe en 1654 (Traité de Pereiaslav) conduit à la guerre russo-polonaise (1654-1667) ; les Criméens changent de camp et commencent à attaquer l'Ukraine. Au cours de ses dernières années, Khmelnytsky s'est éloigné de la Russie et négociait avec la Suède et la Transylvanie.
1657-1659, Vyhovsky et les Polonaisau moment de la mort de Khmelnytsy, son fils Iourii n'avait que 16 ans, et l'hetmanat fut confié à Ivan Vyhovsky en qualité de régent. Il fonda son pouvoir sur les cosaques les plus riches (« starshina ») et chercha un rapprochement avec la Pologne. Ceci conduisit à une rébellion des cosaques plus démocratiques Martyn Pushkar et Yakiv Barabash, laquelle fut vaincue en juin 1658, après avoir coûté la vie à environ 50 000 personnes. En septembre 1658, Vyhovsky signa le traité de Hadiach avec la Pologne, qui aurait fait de l'Ukraine le troisième membre du Commonwealth polono-lituanien ; mais le traité ne fut jamais mis en œuvre. Il conduisit en plus à une invasion russe massive qui fut vaincue lors de la bataille de Konotop le 29 juin 1659. Face à une révolte de plusieurs colonels pro-russes, Vyhovsky démissionna et se retira en Pologne en octobre 1659.
1659-1663, Iourii KhmelnitskyRussie et Pologne : l'hetmanat est passé au fils de Bohdan, Iourii Khmelnytsky, qui avait alors environ 18 ans. En 1659, il fut contraint de signer les articles de Pereiaslav, qui ont considérablement augmenté la puissance russe. L'année suivante, les combats reprennent entre la Russie et la Pologne. Iourii reste en retrait. Après un certain nombre de victoires polonaises, Iourii accepte de rendre l'Ukraine à la Pologne-Lituanie, ce qui conduit à sa déposition par les cosaques de la rive droite. Déprimé par la partition de l'Ukraine, Iourii rendit en janvier 1663 sa masse de hetman et se retira dans un monastère.

## Rive droite polonaise, 1663–1681

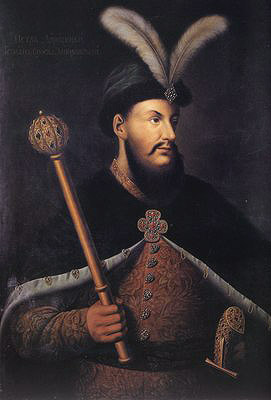
Le hetman Petro Dorochenko

1663-1665, Teteria et la PolognePavlo Teteria, qui ne détenait que la rive droite, mena une politique fortement pro-polonaise. Lorsque son invasion de la rive gauche échoua, il revint pour faire face aux nombreuses rébellions qui avaient éclaté contre les Polonais. Le comportement de ses alliés polonais lui coûta le peu de soutien dont il disposait, et il démissionna et s'enfuit en Pologne.
1665-1676, Dorochenko et les Turcsl'objectif de Petro Dorochenko était de réunir les deux moitiés de l'Ukraine. Il tenait de fréquents conseils pour instruire les cosaques les plus pauvres, et a créé une bande de mercenaires de 20 000 hommes pour se libérer des starshina (les cosaques enrichis). En 1667, la Russie et la Pologne, sans consulter les cosaques, ont signé le traité d'Androussovo, qui partageait les terres cosaques en deux le long du Dniepr. Les régions méridionales, peu peuplées (la Zaporoguie), devait devenir un condominium russo-polonais ; mais elles étaient en pratique autonomes dans la mesure où un gouvernement central y existait (celui des Cosaques). En réponse, Dorochenko s'est tourné vers les Turcs (guerre polono-cosaque-tatare (1666-1671)). À l'automne 1667, une force cosaque ottomane envahit la Galicie et oblige le roi à accorder une large autonomie à Dorochenko. Ce dernier accepte alors une lâche suzeraineté ottomane, envahit l'Ukraine de la rive gauche, enlève l'hetman rival (Ivan Brioukhovetsky), et se déclare hetman de toute l'Ukraine en 1668. Cependant, la Crimée soutient un hetman rival, et les Polonais soutiennent quant à eux Mykhailo Khanenko, avec qui envahissent la rive droite. Parti à la rencontre des envahisseurs, Dorochenko place Demian Mnohohrishny aux commandes de la rive gauche, qui passe rapidement sous contrôle russe. En 1672, il aide les Turcs à annexer la Podolie. Pendant la guerre russo-turque (1676-1681), Dorochenko soutient les Turcs contre la Russie. Cette implication avec des non-chrétiens lui coûte ses derniers soutiens. Le 19 septembre 1676, il abandonne l'autorité à Ivan Samoylovych de la rive gauche et s'exile en Russie.
1678-1681, Iourii Khmelnitsky et les Turcsen 1678, les Turcs, qui disposaient d'une grande armée dans la région, nommèrent leur prisonnier Iourii Khmelnitsky hetman. Il participa à la deuxième campagne de Tchérine et fut déposé par les Turcs en 1681.
À ce stade, les sources manquent. La rive droite a été sévèrement dépeuplée, beaucoup de ceux qui n'ont pas été tués ou réduits en esclavage par les Tatars ayant fui vers la rive gauche ou l'Ukraine franche. La domination polonaise se rétablit progressivement et le pays a recommencé à se repeupler.

## Rive gauche russe, 1661–1687

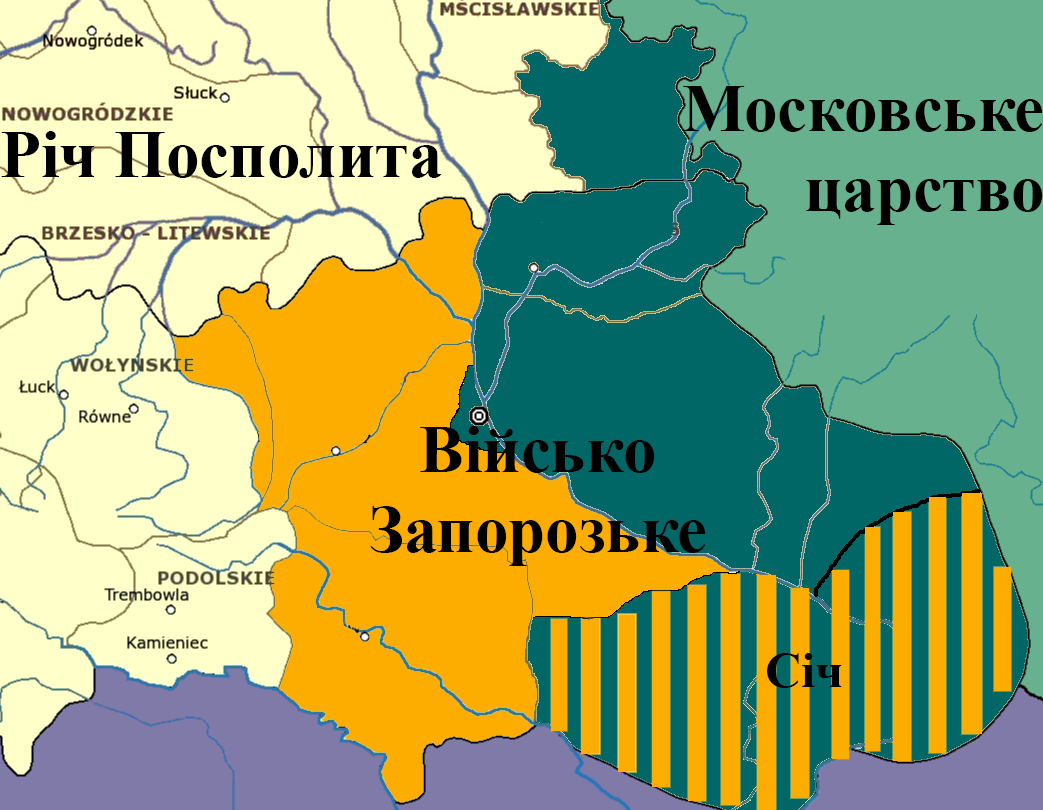
Le partage de l'Ukraine à la trêve d'Androussovo : en orange la partie polonaise, en vert foncé la partie russe, et au milieu (rayures) le condominium russo-polonais de Zaporoguie.

1661-1663, Somko et les Starshinaen 1660, les cosaques de la rive gauche déposent Iourii Khmelnitsky à cause de l'alliance polonaise et font de Yakym Somko leur nouveau hetman. Iourii s'accroche cependant à la rive droite, divisant ainsi le pays. Somko favorise la classe supérieure, ce qui provoque l'opposition des Zaporogues sous Brioukhovetsky. Il perd également le soutien de Moscou. Lors de la Diète Noire de 1663, il est remplacé par Brioukhovetsky puis exécuté.

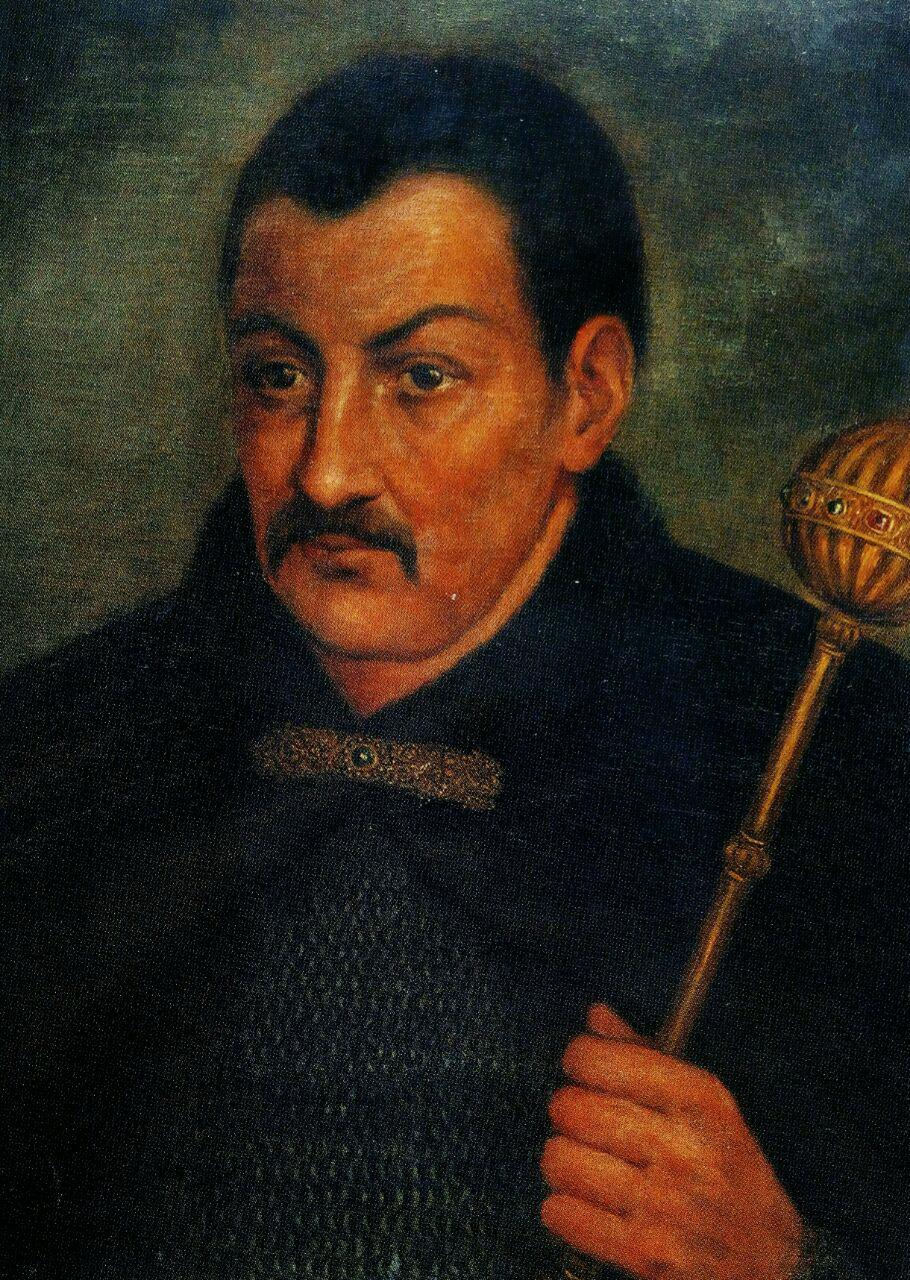
Ivan Samoïlovitch

1663-1668, Brioukhovetsky et les RussesIvan Brioukhovetsky était presque entièrement dépendant de la Russie. En 1665, il se rendit à Moscou et signa les Articles de Moscou de 1665, qui plaçaient l'Ukraine de la Rive Gauche sous le contrôle direct du Tsar. Les collecteurs d'impôts et les soldats russes étaient autorisés à y entrer, un Russe devait être nommé chef de l'église, un représentant russe devait être présent aux élections du hetman, et le hetman élu devait se rendre à Moscou pour confirmation. Les soldats et les collecteurs d'impôts ont provoqué la résistance de la population, et l'église a refusé l'influence de Moscou. La trêve d'Androussovo (1667) semblait être une trahison russe des intérêts cosaques. Une série de révoltes éclata. Brioukhovetsky tenta de faire machine arrière, mais il était trop tard : au printemps 1668, alors que les forces de Dorochenko traversaient le Dniepr, il fut battu à mort par la foule.
1668-1672, Mnohohrishny et l'autonomie de la rive gauchele 9 juin 1668, Dorochenko se proclame hetman de toute l'Ukraine. En 1669, les Polonais installent un hetman rival, Mykhailo Khanenko, et envahissent la rive droite. Se rendant à la rencontre des envahisseurs, Dorochenko nomme Demian Mnohohrishny hetman par intérim de la rive gauche. Cependant, affaibli, et sous la pression permanente des Russes, Dorochenko accepte la suzeraineté de Moscou. Une relation stable se développe alors, Moscou modérant ses exigences et Mnohohrisny protégeant les intérêts locaux. Il permet quelques progrès dans le rétablissement de la loi et de l'ordre mais ne peut contrôler les starshina. Certains d'entre eux le dénoncent au tsar, qui le fait arrêter, torturer, et exiler en Sibérie.
1672-1687, Samoïlovytch et la RussieLorsqu'Ivan Samoïlovytch a été élu hetman, il a accepté de n'avoir que des pouvoirs limités. Il ne pouvait pas juger les starshina ou entretenir des relations étrangères sans le consentement du conseil des starshina. Il a dissous les troupes soumises au contrôle direct du hetman. En 1674 et 1676, lui et son allié russe assiègent Dorochenko à Tchérine. Le 19 septembre 1676, Dorochenko se rend à Samoïlovytch, qui se déclare hetman de toute l'Ukraine. Mais en moins de deux ans, les Turcs le repoussent de l'autre côté du Dniepr. La Pologne et la Russie signent en 1686 le traité de paix éternelle, qui reconnaît une fois de plus la domination polonaise sur la rive droite les évince en revanche de Zaporoguie, ce qui est une déception majeure pour Samoïlovytch. En 1687, 100 000 Russes et 50 000 Cosaques lancent une attaque contre la Crimée (campagnes de Crimée), qui échoue. Samoïlovytch est blâmé pour la défaite, enlevé, et exilé en Sibérie.
1687–1709, Mazepa et la stabilitéavec l'élection d'Ivan Mazepa au poste de hetman, la Ruine prend effectivement fin et l'histoire de la rive gauche fusionne avec celle de l'Hetmanat au sein de l'histoire de la Russie. Avec le début de la grande guerre du Nord en 1700, les exigences russes commencent à paraître excessives. En 1708, Mazepa s'allie à Charles XII de Suède. Lors de la bataille de Poltava, Charles, Mazepa, et les cosaques qui le soutenaient furent vaincus et exilés en Turquie.

## Conséquences

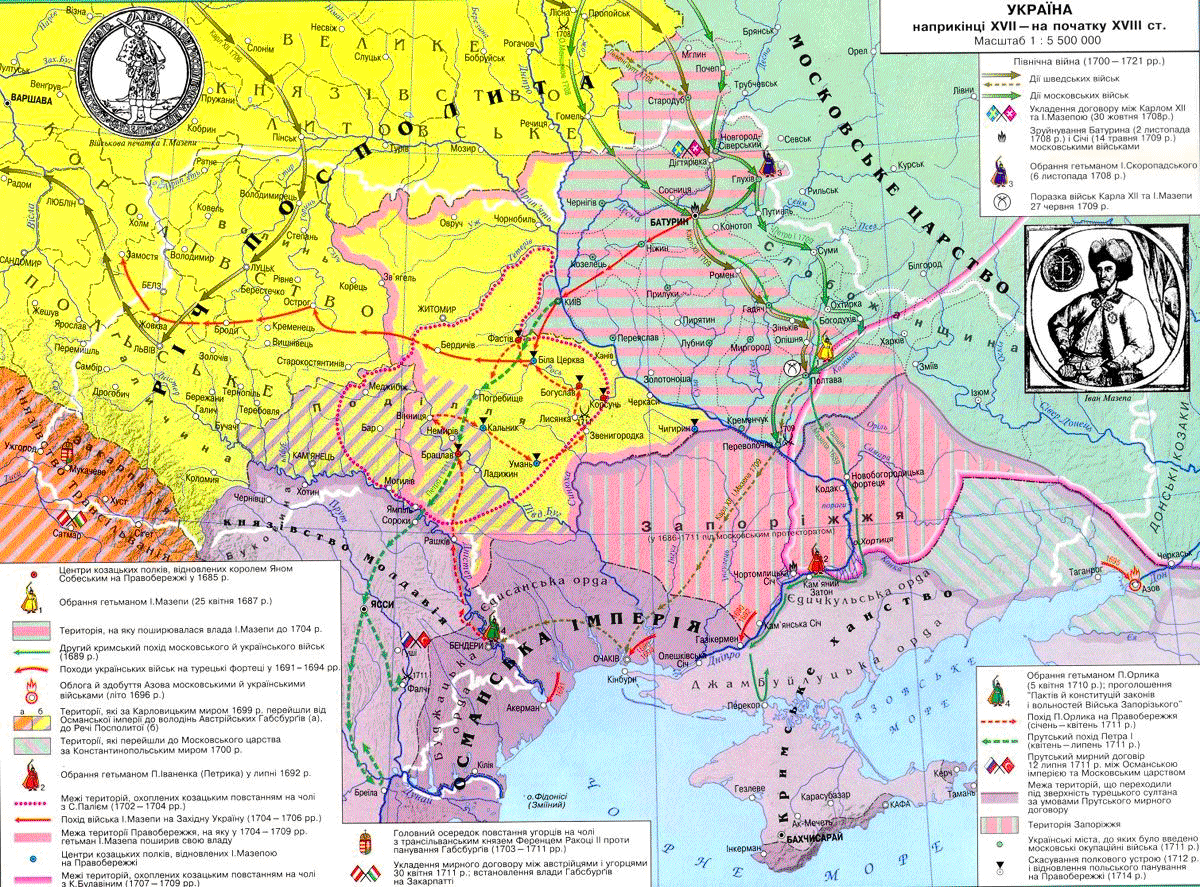
L'Ukraine au tournant du XVIII.

1. La tentative de création d'un État cosaque ruthène a échoué.
2. L'Ukraine est partagée entre la Russie et la Pologne le long du Dniepr.
3. La Pologne, affaiblie, a perdu l'Ukraine de la rive gauche, et est sur le déclin.
4. La Russie monte en puissance, elle a gagné des territoires au Sud et un peu au Sud-Ouest.
5. Il y a eu un déplacement majeur de la population ruthène de la rive droite dévastée vers la rive gauche et l'Ukraine franche, augmentant ainsi la superficie de l'agriculture paysanne.
6. La Turquie a brièvement étendu son pouvoir en Ukraine (entre le « règne » de Petro Dorochenko et le Traité de Karlowitz de 1699).

## Liste des traités signés durant laRuine
- 1648 : Les cosaques s'allient à la Crimée.
- 1648 : Trêve de Zamość : compromis éphémère.
- 1649 : Traité de Zboriv : 40 000 cosaques enregistrés ; pas de soldats polonais ni de Juifs dans le centre de l'Ukraine ; n'entre pas en vigueur.
- 1651 : Traité de Bila Tserkva : 20 000 Cosaques enregistrés ; Juifs et nobles de retour ; partiellement mis en œuvre.
- 1654 : Traité de Pereïaslav : alliance cosaque avec la Russie ; provoque la guerre russo-polonaise (1654-1667).
- 1658 : Traité de Hadiach : rejette celui de 1654 ; l'Ukraine devient un troisième membre du Commonwealth polono-lituanien ; 30 000 Cosaques enregistrés ; jamais mis en œuvre.
- 1659 : Articles de Pereyaslav : réalliance avec la Russie.
- 1660 : Traité de Tchoudniv : réalliance avec la Pologne.
- 1667 : Trêve d'Androussovo : l'Ukraine est divisée le long du Dniepr ; Kiev passe à la Russie ; la Zaporoguie devient un condominium russo-polonais ; met un terme à la guerre russo-polonaise ; est valable pour 13 ans.
- 1672 : Traité de Buchach : pendant la guerre polono-ottomane (1672-1676) ; la Podolie va à la Turquie ; la rive droite à Dorochenko comme vassal des Turcs ; jamais mis en œuvre.
- 1676 : Traité de Żurawno : confirme 1672 mais plus favorable à la Pologne ; met fin à la guerre turque.
- 1686 : Traité de paix perpétuelle confirme 1667 ; la Zaporoguie passe à la Russie.
- 1699 : Traité de Karlowitz : la Pologne reprend la Podolie.